# Baron Rankeillour

Wappen der Barone Rankeillour

Baron Rankeillour, of Buxted in the County of Sussex, ist ein erblicher britischer Adelstitel in der Peerage of the United Kingdom.

## Verleihung
Der Titel wurde am 28. Juni 1932 für den konservativen Politiker und ehemaligen Unterhausabgeordneten James Fitzalan Hope geschaffen.
Heutiger Titelinhaber ist seit 2022 dessen Urenkel James Hope als 6. Baron.

## Liste der Barone Rankeillour (1932)
- James Hope, 1. Baron Rankeillour (1870–1949)
- Arthur Hope, 2. Baron Rankeillour (1897–1958)
- Henry Hope, 3. Baron Rankeillour (1899–1967)
- Peter Hope, 4. Baron Rankeillour (1935–2005)
- Michael Hope, 5. Baron Rankeillour (1940–2022)
- James Hope, 6. Baron Rankeillour (* 1968)

Titelerbe (Heir apparent) ist der Sohn des aktuellen Titelinhabers Hon. Charlie James Hope (* 2003).